# 苯乙酸甲酯
苯乙酸甲酯是一种有机化合物，是苯乙酸对应的甲酯，化学式为C6H5CH2COOCH3。它是一种无色液体，微溶于水，可溶于大部分有机溶剂。
苯乙酸甲酯存在于白兰地、辣椒、黑胡椒、咖啡、蜂蜜以及部分葡萄酒中，气味浓烈，近似于蜂蜜。香料和香水制造中有时会用到苯乙酸甲酯，作为蜂蜜香味的来源。
苯乙酸甲酯可以和对乙酰氨基苯磺酰叠氮在碱性条件下生成重氮苯乙酸甲酯。